# 萧斡里剌
萧斡里剌为西辽大臣，一说他即中世纪伊斯兰史家记载的额儿布思（Erbuz）。其有子萧朵鲁不、萧朴古只沙里。
萧斡里剌是耶律大石的亲信，辽天祚帝时曾任六院司大王。保大四年（1124年）跟随耶律大石脱离天祚帝，后西迁至叶密立时推耶律大石为帝，建立西辽政权，他是耶律大石所封四十九功臣之首。康国元年（1134年）萧斡里剌受任为兵马都元帅，率军东征。后又随皇帝耶律大石西征，在卡特万之战中大败塞尔柱首领桑贾尔苏丹，并乘胜入侵花剌子模，使其臣服。
耶律大石去世后萧斡里剌又相继辅佐感天皇后萧塔不烟、仁宗耶律夷列、承天太后耶律普速完。其子萧朵鲁不娶耶律普速完为妻，后普速完与其次子萧朴古只沙里私通而杀朵鲁不。萧斡里剌为长子复仇，于崇福十四年（1177年）率兵射杀普速完与朴古只沙里，并扶耶律夷列次子耶律直鲁古为帝，是为五朝元老。享年九十余岁。